# Історичний факультет Дніпровського національного університету імені Олеся Гончара
Історичний факультет ДНУ ім. Олеся Гончара — структурний підрозділ університету, який здійснює підготовку фахівців у галузі історії, археології, географії, туризму та педагогіки. Заснований в 1918 році.

## Історична довідка
Початки вищої професійної історичної освіти на території сучасної Дніпропетровщини беруть свій початок із заснування у 1918 році історико-філологічного факультету Катеринославського університету. Одним із перших поколінь викладачів стали видатні вчені: М. К. Любавський, Д. І. Яворницький, М. Ф. Злотников, В. О. Пархоменко, М. В. Бречкевич та інші. Саме в цей період було закладено основи ґрунтовної підготовки істориків, яка поєднувала навчальний процес із науково-дослідною діяльністю.
У 1970-х – першій половині 1980-х років розвиток навчально-виховного процесу та становлення наукових шкіл відбувалося за активної участі провідних професорів і докторів наук: В. Я. Борщевського, А. С. Зав’ялова, М. П. Ковальського, Д. П. Пойди, А. М. Черненка та інших.
У другій половині 1980-х – першій половині 1990-х років на факультеті сформувалася нова генерація науковців: А. Г. Болебрух, В. Г. Городяненко, С. І. Жук, В. В. Іваненко, В. М. Калашников, І. Ф. Ковальова, І. І. Колесник, К. А. Марков, Ю. А. Мицик, В. В. Підгаєцький, С. М. Плохій, Г. К. Швидько, В. К. Якунін та інші.
На межі ХХ–XXI століть було захищено докторські дисертації науковцями, які представляють нове покоління істориків: А. І. Голубом, О. А. Удодом, С. І. Світленком, О. І. Журбою, О. Б. Шляховим, І. С. Стороженком, В. В. Ващенко, Ю. А. Святцем, Є. І. Бородіним, О. Ф. Нікілєвим, Н. В. Венгер, Т. Ф. Литвиновою, В. А. Ромашком.

## Структурні підрозділи факультету
Станом на 2025 рік, до складу факультета входять:
- Кафедра історії України
- Кафедра всесвітньої історії
- Кафедра східноєвропейської історії
- Кафедра географії
- Кабінет археології[2]